# Ștompelivka, Horol
Ștompelivka (în ucraineană Штомпелівка) este localitatea de reședință a comunei Ștompelivka din raionul Horol, regiunea Poltava, Ucraina.

## Demografie
Componența lingvistică a localității Ștompelivka
     Ucraineană (97,48%)
     Rusă (1,86%)
     Alte limbi (0,22%)
Conform recensământului din 2001, majoritatea populației localității Ștompelivka era vorbitoare de ucraineană (97,48%), existând în minoritate și vorbitori de rusă (1,86%).